# Lonya Grande (distrito)
Lonya Grande é um distrito peruano localizado na Província de Utcubamba, departamento Amazonas. Sua capital é a cidade de Lonya Grande.

## Transporte
O distrito de Lonya Grande é servido pela seguinte rodovia:
- AM-103, que liga o distrito à cidade de Lonya Chico
- AM-104, que liga o distrito à cidade de Camporredondo
- AM-105, que liga o distrito à cidade de Bagua Grande[2][3][4]